# Lanzelin
Lanzelin of Kanzelin of Landholt (ca. 930 – 991) was graaf van Altenberg, Klettgau, Thurgau en heer van Muri bij Bern.
Lanzelin zou een zoon zijn geweest van Guntram de Rijke, stamvader van het huis Habsburg. Tevens zou Lanzelin landerijen in het huidige Aargau op gewelddadige wijze veroverd hebben.

## Huwelijk
Ook over zijn vrouw bestaat veel onduidelijkheid. Een bron noemt Luitgard van Thurgau, de andere bron Luitgard van Nellenburg. Uit het huwelijk werden de volgende kinderen geboren:
- Werner I (ca. 980 – 28 oktober 1028), bisschop van Straatsburg
- Radboud I (ca. 945 – 1045), getrouwd met Ita Konradiner (4 kinderen)
- Rudolf I (ca. 985 – ca. 1063)
- Landholt II (?), getrouwd met Bertha van Büren, grootouders van Berthold I van Zähringen